# والتر ون دن انده
والتر ون دن انده (انگلیسی: Walther Vanden Ende؛ زادهٔ ۲۹ ژوئن ۱۹۴۷) فیلم‌بردار اهل بلژیک است.